# Wysokie Skałki

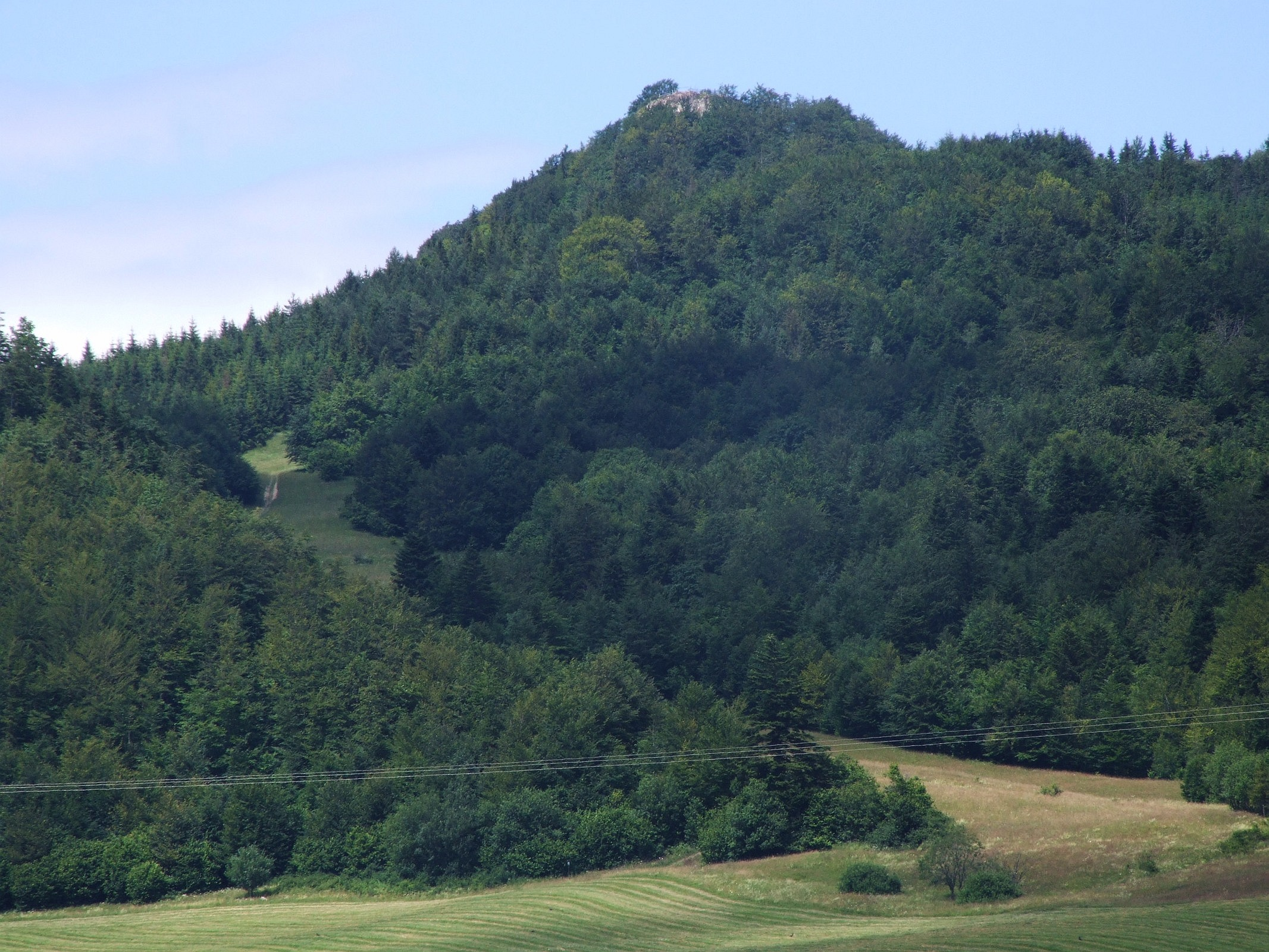
Wysokie Skałki (Wysoka) od południowej (słowackiej) strony

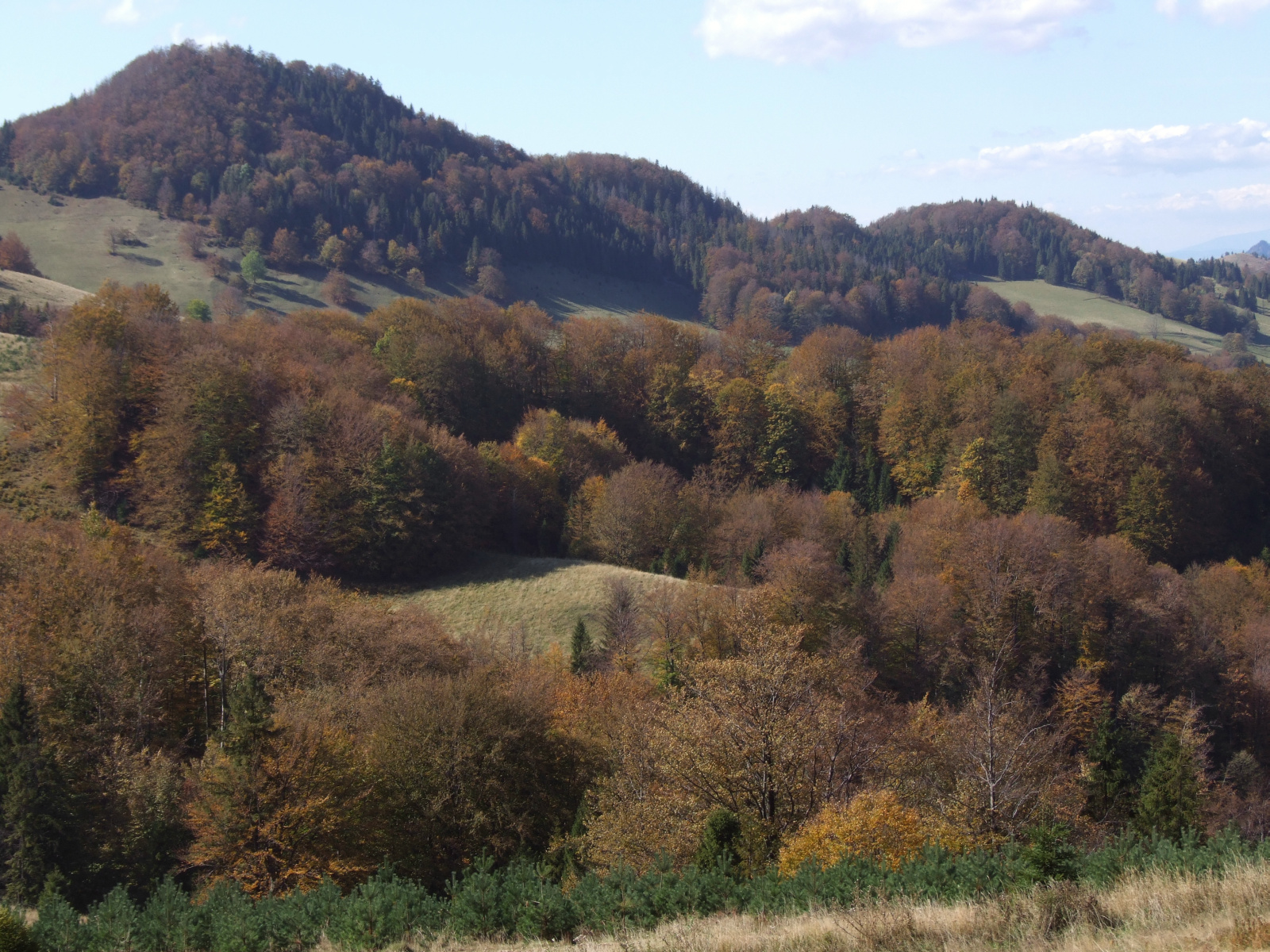
Wysokie Skałki (Wysoka), Borsuczyny, Durbaszka

Wysokie Skałki (słow. Vysoké Skalky, 1049,9 m) – szczyt w Małych Pieninach, położony na granicy polsko-słowackiej i będący najwyższym szczytem całych Pienin i Pienińskiego Pasa Skałkowego.

## Opis szczytu
Dawniej szczyt ten miał również inne, lokalne nazwy: Pamiarky, Kiczera. Używana przez tutejszą ludność (Łemków) nazwa Pamiarky pochodzi prawdopodobnie od istniejącej tu niegdyś wieży triangulacyjnej, nazwa „Kiczera” od Połoniny Kiczera znajdującej się pod szczytem, na południowo-zachodniej stronie góry. Na mapach turystycznych często używana była też nazwa „Wysoka”. Góra zaliczana jest do Korony Gór Polski. Jej polska część znajduje się w obrębie wsi Jaworki w województwie małopolskim, w powiecie nowotarskim, w gminie miejsko-wiejskiej Szczawnica, słowacka w obrębie wsi Stráňany.
Wysokie Skałki znajdują się w głównym grzbiecie Małych Pienin, pomiędzy szczytem Borsuczyny (939 m), od którego oddzielone są przełęczą Stachurówki (908 m) i Kapralową Wysoką (935 m), a Wisielakówką (1014 m). Polskie stoki znajdują się w miejscowości Jaworki w województwie małopolskim, w powiecie nowotarskim, w gminie miejsko-wiejskiej Szczawnica. Od południa Wysokie Skałki (i w ogóle Pieniny) graniczą z Magurą Spiską (masyw Wietrznego Wierchu), od której oddzielone są przełęczą Stráňanské sedlo (730 m), przez którą przebiega droga krajowa II kategorii nr 543 z Czerwonego Klasztoru do miejscowości Gniazda (na przełęczy krzyż przydrożny).
Szczyt Wysokie Skałki (Wysoka) notowany jest już w starych źródłach historycznych. Prowadzono na nim nawet poszukiwania górnicze i już wtedy wiedziano, że jest najwyższym szczytem Pienin. W dokumencie górniczym z 1739 r. przeczytać możemy: „Ta góra jest najwyższa między innymi górami i okrągła, na której skała jest jako zamek. Przystęp do niej jest zbyt przykry, zaledwie człek pieszy wniść może.” Od dawna też była zwiedzana przez turystów. W 1929 r. odnotowano pierwsze wejście zimowe na nartach dokonane przez Mariana Gotkiewicza z towarzyszami.

## Geologia i przyroda
Szczyt zbudowany jest z czerwonych wapieni krynoidowych. Od wschodniej i południowo-wschodniej strony tworzy strome urwiska skalne o wysokości 5–20 m, w kierunku zachodnim na jego grani występuje kilka skalistych garbów oraz wystające skałki: Szurdakowa Skała i Fidrykowa Skała. Na przełęczy Kapralowa Wysoka dawniej znajdowała się polana, obecnie już zarosła lasem. Cała góra porośnięta jest lasem, jedynie sam wierzchołek ma charakter kopuły skalnej wystającej ponad linię świerkowego lasu.
Cały obszar góry jest chroniony prawnie. Południowe zbocza opadające do doliny Horbalowego Potoku leżą na terenie słowackiego Pienińskiego Parku Narodowego, na północno-zachodnim stoku (polska strona) utworzono w 1961 rezerwat przyrody Wysokie Skałki; ochronie podlega niewielki, jedyny istniejący obecnie w Pieninach fragment świerkowego boru górnoreglowego. Na Wysokich Skałkach, a także na znajdujących się na wschód od nich przygranicznych skałkach stwierdzono w 1981 roku występowanie rzadkich w Polsce gatunków roślin – pluskwicy europejskiej i ostrożnia głowacza. W 2016 r. znaleziono gatunki rzadkich mchów podlegających ochronie: zwiślik wiciowy (Anomodon viticulosus), dzióbkowiec Zetterstedta (Eurhynchium angustirete), gładysz paprociowaty (Homalia trichomanoides), torfowiec ostrolistny (Sphagnum capillifolium), Thuidium assimile, a w 2019 rzadki, zagrożony wyginięciem gatunek grzyba koronica ozdobna Sarcosphaeria coronaria.

## Turystyka
Jaworki – Wąwóz Homole – Dubantowska Polana – Jemeriska – Za Potok – Polana pod Wysoką – Wysokie Skałki. Czas przejścia 1 h 45 min, z powrotem 1 h 15 min;
 Stráňanské sedlo – przełęcz między Jaworzyną i Wisielakówką – Wysokie Skałki. Czas przejścia 1 h 20 min, z powrotem 50 min;
 – biegnący grzbietem Małych Pienin ze Szczawnicy przez Szafranówkę, Durbaszkę, Wysokie Skałki, Wierchliczkę i przełęcz Rozdziela na Wielki Rogacz.
Obydwa te szlaki spotykają się poniżej przełęczy Kapralowa Wysoka. Na szczyt Wysokich Skałek prowadzi z niej ścieżka wiodąca granią Małych Pienin. Ten końcowy odcinek szlaku był przez pewien czas zamknięty, jednak obecnie szczyt jest znów udostępniony do zwiedzania przez turystów. Ścieżka początkowo biegnie lasem i następnie stromym zboczem, miejscami przy pomocy żelaznych, oporęczowanych schodów, prowadzi ostro do góry, osiągając piętro skałkowe. W tym miejscu napotykamy niewielką galerie widokową ubezpieczona stalowymi poręczami. Dalej nieco bardziej skalistym terenem ścieżka doprowadza do kolejnych schodów, które wyprowadzają na skalną kopułę wierzchołka Wysokich Skałek. Na szczycie galeria widokowa ubezpieczona poręczami.
Zabezpieczony barierkami szczyt Wysokich Skałek jest doskonałym punktem widokowym. Roztaczają się stąd imponujące widoki na Tatry, Babią Górę, Pasmo Radziejowej, Magurę Spiską, Góry Lewockie i Pieniny.